# 日根郡
- 令制国一覧 > 畿内 > 和泉国 > 日根郡
- 日本 > 近畿地方 > 大阪府 > 日根郡

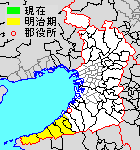
大阪府日根郡の範囲

日根郡（ひねぐん）は、かつて和泉国・堺県・大阪府に存在した郡である。

## 郡域
1880年（明治13年）に行政区画として発足した当時の郡域は、現在の行政区画では概ね以下の区域に相当する。
- 貝塚市（埋立地を除く脇浜、新町、加治、神前、加神、畠中、石才、橋本、王子、地蔵堂、堤、窪田、浦田、澤）
- 泉佐野市
- 泉南市
- 阪南市
- 泉南郡熊取町、田尻町、岬町

## 歴史

### 古代
- 716年（霊亀2年） - 和泉監に属す。
- 740年（天平12年） - 再び河内国に属す。
- 757年（天平宝字元年） - 和泉国に属す。

#### 郷
『和名類聚抄』に記される郡内の郷。
- 近義郷
- 賀美郷
- 呼唹郷
- 鳥取郷

#### 式内社
『延喜式』神名帳に記される郡内の式内社。
| 神名帳              | 神名帳          | 神名帳 | 神名帳 | 比定社         | 比定社               | 比定社         | 集成 |
| 社名                | 読み            | 格     | 付記   | 社名           | 所在地               | 備考           | 集成 |
| ------------------- | --------------- | ------ | ------ | -------------- | -------------------- | -------------- | ---- |
| 日根郡 10座（並小） |                 |        |        |                |                      |                |      |
| 男神社 二座         | ヲカミノ ヲカノ | 小     |        | 男神社         | 大阪府泉南市男里     |                |      |
| 神前神社            | カムサキノ      | 小     |        | 合祀：高靇神社 | 大阪府貝塚市脇浜     |                |      |
| 火走神社            | ヒハシリ        | 小     |        | 火走神社       | 大阪府泉佐野市大木   |                |      |
| 日根神社            | ヒネノ          | 小     | 鍬靫   | 日根神社       | 大阪府泉佐野市日根野 | 和泉国五宮     |      |
| 加支多神社          | カキタノ        | 小     | 鍬靫   | 加支多神社     | 大阪府泉佐野市鶴原   |                |      |
| 波太神社            | ハタノ          | 小     |        | 波太神社       | 大阪府阪南市石田     |                |      |
| 国玉神社            | クタマノ        | 小     |        | 国玉神社       | 大阪府泉南郡岬町深日 |                |      |
| 意賀美神社          | オカミノ        | 小     |        | 意賀美神社     | 大阪府泉佐野市上之郷 |                |      |
| 比売神社            | ヒメカミノ      | 小     | 鍬     | 比賣神社       | 大阪府泉佐野市日根野 | 日根神社境内社 |      |
| 凡例を表示          |                 |        |        |                |                      |                |      |

### 近世
- 「旧高旧領取調帳」に記載されている明治初年時点での支配は以下の通り。●は村内に寺社領が、○は寺社等の除地（領主から年貢免除の特権を与えられた土地）が存在。（77村）

| 知行   | 知行                       | 村数 | 村名 |
| ------ | -------------------------- | ---- | --- |
| 幕府領 | 幕府領（岸和田藩預地）     | 5村  | ○牧野村、○市場村、○大苗代村、○岡田村、○鳴滝村 |
| 幕府領 | 幕府領（岡部竜八郎支配所） | 1村  | ○沢村 |
| 幕府領 | 京都守護職役知             | 15村 | ○上瓦屋村、○中庄村、○岡本村、●○尾崎村、○中村（現・阪南市）、○下出村、○山中村、○石田村、●○自然田村、○桑畑村、○樫井村、○別所村、○兎田村、○新家村、○北野村 |
| 藩領   | 和泉岸和田藩               | 40村 | 小垣内村、○小谷村、○久保村、○紺屋村、○五門村、○野田村、○大久保村、○七山村、○脇浜村、○加治村、○畠中村、○神前村、○石才村、○浦田村、○窪田村、○堤村、○王子村、○地蔵堂村、○橋本村、○下瓦屋村、○鶴原村、○佐野村、○安松村、○嘉祥寺村、○俵屋新田、○長滝村、○日根野村、○土丸村、○大木村、○上之郷村、○中小路村、○樽井村、○中村（現・泉南市）、○幡代村、○馬場村、○六尾村、○楠畑村、○童子畑村、○金熊寺村、○葛畑村 |
| 藩領   | 常陸土浦藩                 | 11村 | ○貝掛村、○舞村、山中新田、○箱作村、○淡輪村、○孝子村、○谷川村、○深日村、○小島村、西畑村、○東畑村 |
| 藩領   | 近江三上藩                 | 4村  | ○吉見村、○黒田村、○新村、○波有手村 |
| 藩領   | 山城淀藩                   | 1村  | ○男里村 |

### 近代
- 1868年（慶応4年）
  - 1月22日 - 新政府が大坂町奉行の管轄地域に大坂鎮台を設置。幕府領・旗本領などを管轄。
  - 1月27日 - 大坂鎮台を大坂裁判所に改称。
  - 5月2日 - 大坂裁判所が廃止され、大阪府の管轄となる。
  - 6月22日 - 大阪府のうち和泉国の管轄地域が分立し、堺県が発足。
  - 7月 - 京都守護職役知を堺県に移管。
- 1870年（明治3年）
  - 2月 - 土浦藩領、岸和田藩預地[1]が堺県に移管。
  - 近江三上藩が吉見村に藩庁を移転して和泉吉見藩となる。
- 1871年（明治4年）
  - 7月14日 - 廃藩置県により藩領が岸和田県、吉見県、淀県となる。
  - 11月22日 - 第1次府県統合により全域が堺県の管轄となる。
- 1874年（明治7年）1月22日 - 大区小区制の堺県での施行により、和泉国第3大区となる。
- 1880年（明治13年）4月15日 - 郡区町村編制法の堺県での施行により、行政区画としての日根郡が発足。南郡岸和田村の岸和田城内に「岸和田郡役所」が設置され、同郡とともに管轄したが、まもなく「南日根郡役所」に改称。同日大区小区制廃止。
- 1881年（明治14年）2月7日 - 第2次府県統合により大阪府の管轄となる。
- 1884年（明治17年） - 2ヶ所あった中村がそれぞれ岡中村（現・泉南市）、鳥取中村（現・阪南市）に改称。

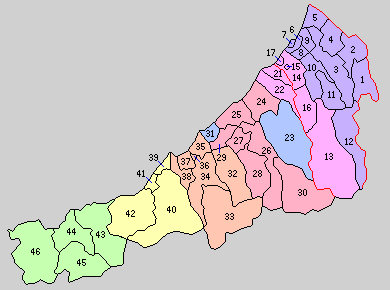
21.北近義村 22.南近義村 23.熊取村 24.北中通村 25.佐野村 26.日根野村 27.長滝村 28.上之郷村 29.南中通村 30.大土村 31.田尻村 32.新家村 33.東信達村 34.北信達村 35.西信達村 36.鳴滝村 37.樽井村 38.雄信達村 39.尾崎村 40.東鳥取村 41.西鳥取村 42.下荘村 43.淡輪村 44.深日村 45.孝子村 46.多奈川村 （桃：貝塚市 赤：泉佐野市 橙：泉南市 黄：阪南市 緑：泉南郡岬町 青：合併なし。1 - 17は南郡）

- 1889年（明治22年）4月1日 - 町村制の施行により、以下の各村が発足。（26村）
  - 北近義村 ← 加治村、脇浜村、神前村、畠中村、石才村（現・貝塚市）
  - 南近義村 ← 王子村、沢村、浦田村、窪田村、堤村、地蔵堂村、橋本村（現・貝塚市）
  - 熊取村 ← 五門村、大久保村、紺屋村、野田村、七山村、久保村、小谷村、小垣内村（現・泉南郡熊取町）
  - 北中通村 ← 鶴原村、上瓦屋村、下瓦屋村、中庄村（現・泉佐野市）
  - 佐野村（単独村制。現・泉佐野市）
  - 日根野村 ← 日根野村、俵屋新田（現・泉佐野市）
  - 長滝村（単独村制。現・泉佐野市）
  - 上之郷村（単独村制。現・泉佐野市）
  - 南中通村 ← 安松村、岡本村、樫井村（現・泉佐野市）
  - 大土村 ← 土丸村、大木村（現・泉佐野市）
  - 田尻村 ← 吉見村、嘉祥寺村（現・泉南郡田尻町）
  - 新家村 ← 新家村、別所村、兎田村（現・泉南市）
  - 東信達村 ← 金熊寺村、六尾村、楠畑村、童子畑村、葛畑村（現・泉南市）
  - 北信達村 ← 市場村、大苗代村、牧野村、岡中村（現・泉南市）
  - 西信達村 ← 岡田村、北野村、中小路村（現・泉南市）
  - 鳴滝村（単独村制。現・泉南市）
  - 樽井村（単独村制。現・泉南市）
  - 雄信達村 ← 男里村、幡代村、馬場村（現・泉南市）
  - 尾崎村（単独村制。現・阪南市）
  - 東鳥取村 ← 石田村、黒田村、下出村、鳥取中村、自然田村、桑畑村、山中村（現・阪南市）
  - 西鳥取村 ← 波有手村、新村（現・阪南市）
  - 下荘村 ← 箱作村、舞村、貝掛村、山中新田（現・阪南市）
  - 淡輪村（単独村制。現・泉南郡岬町）
  - 深日村（単独村制。現・泉南郡岬町）
  - 孝子村（単独村制。現・泉南郡岬町）
  - 多奈川村 ← 谷川村、東畑村、西畑村、小島村（現・泉南郡岬町）
- 1896年（明治29年）4月1日 - 郡制の施行により、南郡・日根郡の区域をもって泉南郡を設置。同日日根郡廃止。

## 行政
岸和田郡長→堺県南・日根郡長
| 代 | 氏名     | 就任年月日                | 退任年月日               | 備考         |
| -- | -------- | ------------------------- | ------------------------ | ------------ |
| 1  | 渥美広道 | 明治13年（1880年）4月16日 | 明治14年（1881年）2月6日 | 大阪府に移管 |

大阪府南・日根郡長
| 代 | 氏名     | 就任年月日                 | 退任年月日                 | 備考                         |
| -- | -------- | -------------------------- | -------------------------- | ---------------------------- |
| 1  | 渥美広道 | 明治14年（1881年）2月7日   | 明治14年（1881年）6月13日  | 病死                         |
| 2  | 白川資義 | 明治14年（1881年）7月14日  | 明治15年（1882年）7月22日  |                              |
| 3  | 熊沢友雄 | 明治15年（1882年）7月22日  |                            |                              |
| 4  | 押田良助 | 明治19年（1886年）8月25日  | 明治23年（1890年）10月25日 |                              |
| 5  | 本山茂樹 | 明治23年（1890年）10月25日 | 明治26年（1893年）5月31日  |                              |
| 6  | 原純蔵   | 明治26年（1893年）5月31日  | 明治29年（1896年）3月31日  | 南郡との合併により日根郡廃止 |